# روبرت كريستي (سياسي)
روبرت كريستي هو سياسي كندي، ولد في 29 يونيو 1826 في جزر أوركني في المملكة المتحدة، وتوفي في 9 مارس 1914 في تورونتو في كندا. حزبياً، نشط في الحزب الليبرالي في أونتاريو ‏. وقد انتخب عضو برلمان مقاطعة أونتاريو.